# قلعه هوهن شوانگائو

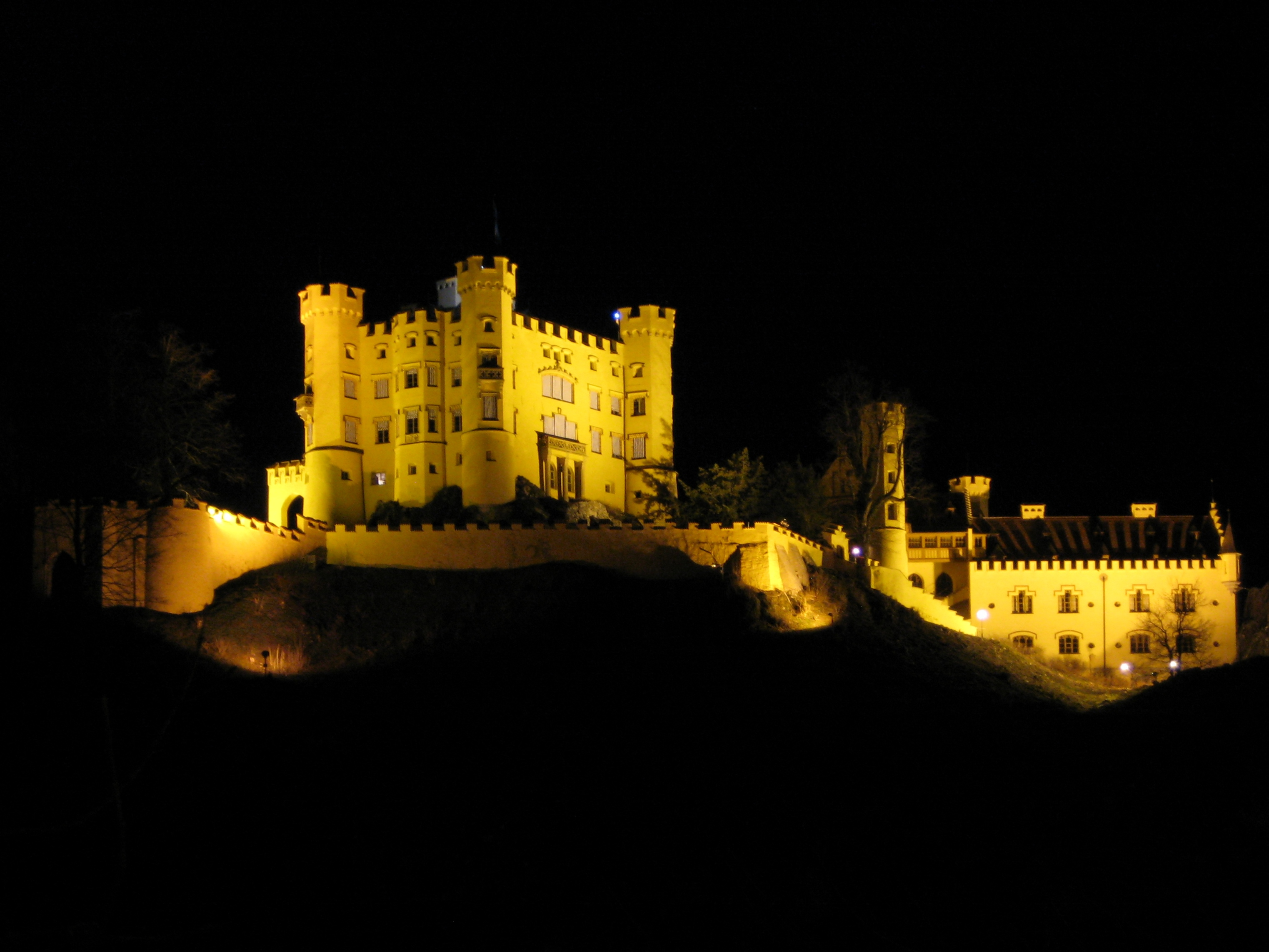
قلعه هوهن شوانگائو در شب

قلعه هوهن شوانگائو (آلمانی: Schloss Hohenschwangau) یک قصر قرن نوزدهمی در جنوب آلمان است. این محل اقامتگاه دوران کودکی پادشاه لودویگ دوم باواریا بود و توسط پدرش، ماکسیمیلیان دوم پادشاه باواریا ساخته شد. این شهر در دهکده آلمانی هوهن شوانگائو در نزدیکی شهر فوسن، بخشی از شهرستان استالگوی در جنوب غربی بایرن، آلمان، بسیار نزدیک به مرز با اتریش واقع شده‌است.

## تاریخ
قلعه شوانگاو (که به معنای واقعی کلمه منطقه سوان ترجمه شده‌است) که برای اولین بار در اسناد تاریخی مربوط به قرن دوازدهم ذکر شد، بر روی صخره ای در محل قلعه کنونی قرن نوزدهمی نوی‌شوان‌شتاین قرار داشت. شوالیه‌ها که بعداً کنت‌های شوانگائو بودند، وزیران ولف بودند. هیلتبولت فون شوانگاو (۱۱۹۵–۱۲۵۴) یک خواننده مینه‌زانگ بود. مارگارتا فون شوانگاو همسر اوسوالد فون ولکنشتاین، خواننده مینه‌زانگ بود.
قلعه امروزی هوهن شوانگائو ("شوانگائو بالا") برای اولین بار در سال ۱۳۹۷ ذکر شد، البته با نام شوانشتاین. تنها در قرن نوزدهم نام دو قلعه تغییر کرده‌است. این بنا بر روی تپه ای در بالای دریاچه آلپسی، زیر قلعه قدیمی تر ساخته شده‌است. بین سال‌های ۱۴۴۰ و ۱۵۲۱، لردها مجبور بودند که با بی‌واسطه بودن امپراتوری خود را به دوک‌های ویتلسباخ بایرن بفروشند، اما همچنان قلعه را به عنوان بورگریوز اشغال کردند. در ۱۵۲۱ آنها دوباره مالک شدند اما مجبور شدند زمین خود را در ۱۵۳۵ بفروشند. خریدار، یوهان پاومگارتنر، تاجر ثروتمند آوکسبورگ، قلعه پایینی را توسط معمار ایتالیایی لوسیو دی اسپاتزی که قبلاً در هافبورگ، اینسبروک کار می‌کرد، بازسازی کرد. او دیوارهای بیرونی و برج‌ها را حفظ کرد، اما قسمت‌های داخلی را تا سال ۱۵۴۷ بر روی پلانی که هنوز هم وجود دارد، بازسازی کرد. اما قلعه قدیمی شوانگاو همچنان به ویرانه سقوط کرد. پائومگارتنر پس از ارتقای درجه بارون، در سال ۱۵۴۹ درگذشت و پسرانش قلعه جدید خود را به ماکسیمیلیان یکم، هرتسوگ بایرن، انتخاب کننده باواریا فروختند.
ویتلسباخ‌ها از قلعه برای شکار خرس یا به عنوان خلوتگاه شاهزادگان آگناتیک استفاده می‌کردند. در سال ۱۷۴۳ توسط نیروهای اتریشی غارت شد. در میانجیگری آلمانی، شهرستان شوانگائو رسماً بخشی از رای‌دهندگان بایرن در سال ۱۸۰۳ شد. پادشاه ماکسیمیلیان اول جوزف از بایرن، قلعه را در سال ۱۸۲۰ فروخت. فقط در سال ۱۸۳۲ نوه او ماکسیمیلیان دوم از بایرن، سپس ولیعهد بایرن، آن را پس گرفت. در آوریل ۱۸۲۹، او این مکان تاریخی را در طی یک تور پیاده‌روی کشف کرده بود و با اشتیاق نسبت به زیبایی‌های اطراف واکنش نشان داد. او در سال ۱۸۳۲ ساختمان ویران شده‌ای را - که در آن زمان هنوز به نام شوان‌شتاین شناخته می‌شد - به دست آورد، و از آرزوی پدرش مبنی بر نقل مکان به قلعه قدیمی (Hohes Schloss) در شهر نزدیک فوسن صرف نظر کرد. در فوریه ۱۸۳۳، بازسازی قلعه آغاز شد، تا سال ۱۸۳۷ ادامه یافت و تا سال ۱۸۵۵ اضافه شد. معمار مسئول، دومنیکو کواگلیو، مسئول سبک نئوگوتیک طراحی بیرونی بود. او در سال ۱۸۳۷ درگذشت و این کار توسط جوزف دانیل اولمولر (متوفی ۱۸۳۹) و گئورگ فردریش زیبلند ادامه یافت. بیش از ۹۰ نقاشی دیواری (از هنرمندانی مانند لورنزو کواگلیو و مایکل نهر) تاریخ شوانگاو و همچنین رمان‌های عاشقانه قرون وسطایی آلمانی مانند پارزیفال و داستان لوهنگرین، شوالیه قو را نشان می‌دهند که ریشارد واگنر بعدها بر اساس آن بنا کرد. اپراهای لوهنگرین ۱۸۴۸ و پارسیفال ۱۸۸۲، با حمایت لودویگ دوم که با این داستان‌ها در هوهن شوانگائو بزرگ شده بود.
هوهن شوانگائو اقامتگاه رسمی تابستانی و شکار ماکسیمیلیان، همسرش ماری پروس و دو پسرشان لودویگ (لودویگ دوم پادشاه بعدی باواریا) و اتو (پادشاه بعدی اتو اول باواریا) بود. شاهزادگان جوان سال‌های زیادی از نوجوانی خود را در اینجا سپری کردند. ملکه ماری که عاشق پیاده‌روی در کوهستان بود، باغی آلپ با گیاهانی که از سراسر کوهستان جمع شده بودند ایجاد کرد. پادشاه و ملکه در ساختمان اصلی و پسران در ضمیمه زندگی می‌کردند. پسر عموی ملکه، فریدریش ویلهلم چهارم پروس، قلعه استولزنفلز در رود راین را در همان زمان به سبک احیای گوتیک بازسازی کرد.

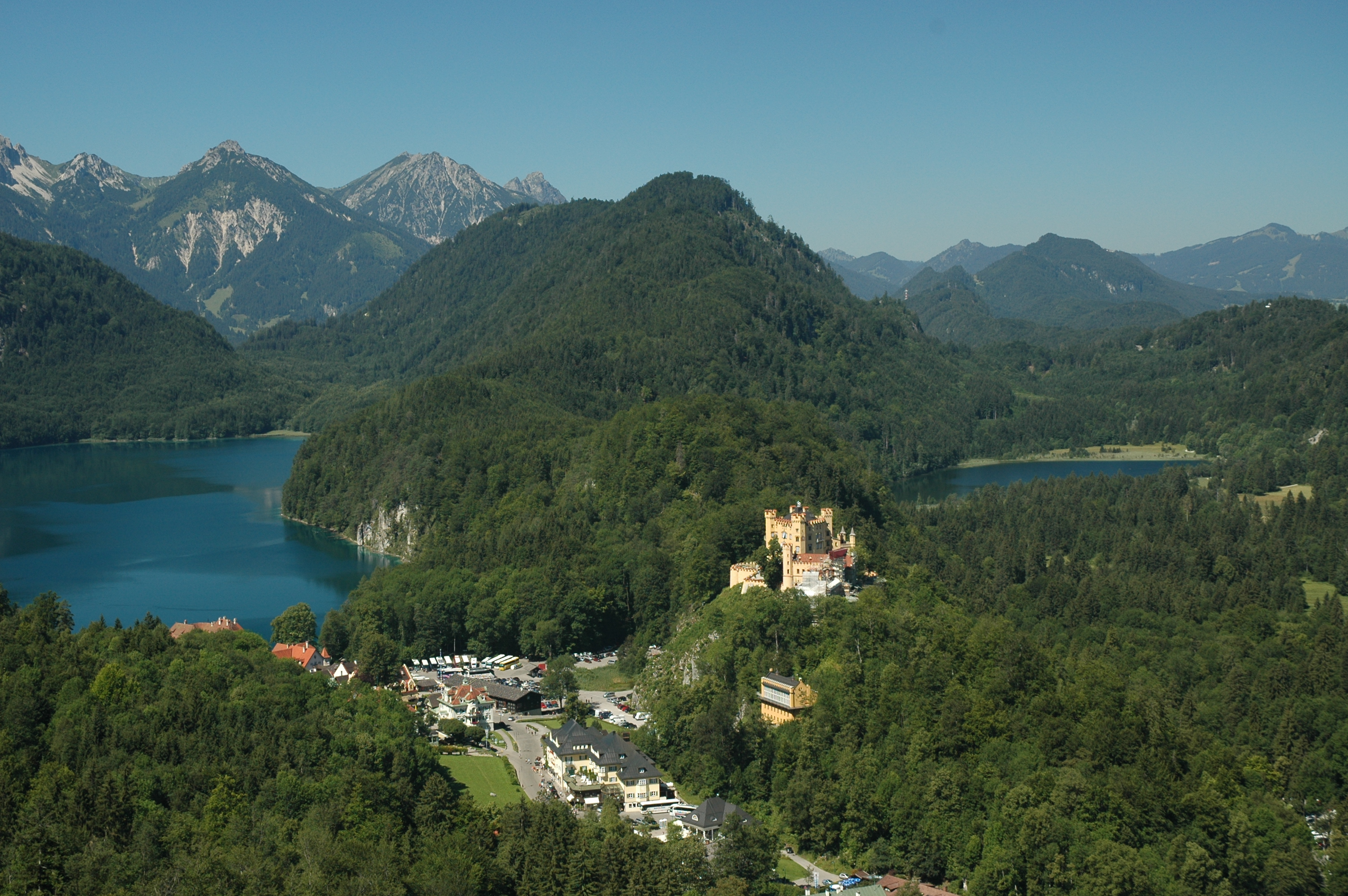
روستای هوهن شوانگائو در سمت چپ، قصر هوهن شوانگائو در سمت راست، همان‌طور که از قلعه نوی‌شوان‌اشتاین دیده می‌شود.

پادشاه ماکسیمیلیان در سال ۱۸۶۴ درگذشت و پسرش لودویگ به سلطنت رسید و به اتاق پدرش در قلعه رفت. از آنجایی که لودویگ هرگز ازدواج نکرد، مادرش ماری می‌توانست در ماه‌های تابستان در طبقه او زندگی کند. پادشاه لودویگ از زندگی در هوهن شوانگائو لذت می‌برد، اما بیشتر در غیاب مادر منفورش، به ویژه پس از سال ۱۸۶۹ که ساختن قلعه خودش، نوی‌شوان‌شتاین در محل قلعه قدیمی شوانگائو، بالاتر از قلعه والدینش آغاز شد.

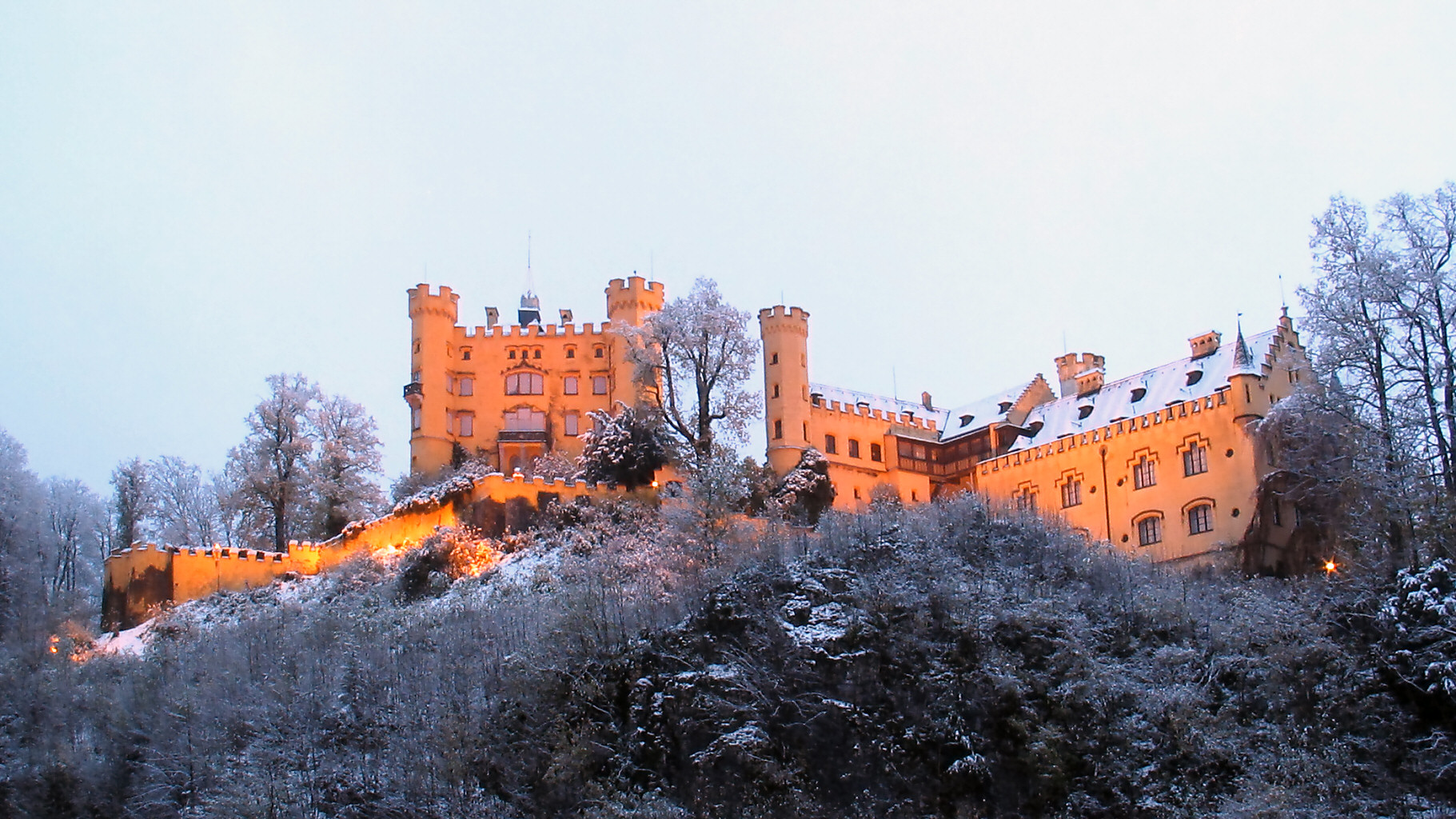
قصر هوهن شوانگائو

پس از مرگ لودویگ در سال ۱۸۸۶، ملکه ماری تنها ساکن قلعه بود تا اینکه در سال ۱۸۸۹ درگذشت. برادر شوهرش، شاهزاده جانشین لویتپولد از باواریا، در طبقه سوم ساختمان اصلی زندگی می‌کرد. او مسئول برق رسانی در سال ۱۹۰۵ و نصب یک آسانسور برقی بود. لویتپولد در سال ۱۹۱۲ درگذشت و در سال بعد کاخ به عنوان موزه افتتاح شد.
در طول جنگ جهانی اول و جنگ جهانی دوم، قلعه هیچ آسیبی ندید. در سال ۱۹۲۳، پارلمان ایالت باواریا حق اقامت خانواده سلطنتی سابق را در قلعه به رسمیت شناخت. از سال ۱۹۳۳ تا ۱۹۳۹، روپرشت، ولیعهد بایرن و خانواده اش از قلعه به عنوان اقامتگاه تابستانی خود استفاده کردند و همچنان اقامتگاه مورد علاقه جانشینان او، در حال حاضر نوه او فرانتس، دوک بایرن است. در ماه مه ۱۹۴۱، شاهزاده آدالبرت از بایرن از ارتش تحت رهبری پرینزنرلاس هیتلر پاک شد و به قلعه خانوادگی هوهن شوانگائو عقب‌نشینی کرد، جایی که تا پایان جنگ در آنجا زندگی کرد.
سالانه بیش از ۳۰۰۰۰۰ بازدیدکننده از سراسر جهان از این کاخ بازدید می‌کنند. این قلعه در تمام طول سال (به جز کریسمس) باز است. ساعت کاری ۹ صبح تا ۶ بعد از ظهر است. (از آوریل تا سپتامبر) و از ۱۰ صبح تا ۴ بعد از ظهر. (از اکتبر تا مارس). تورهای راهنما به زبان‌های آلمانی، انگلیسی، فرانسوی، ایتالیایی، اسپانیایی، روسی، چکی، اسلوونیایی و ژاپنی ارائه می‌شوند. تورهای خودراهنما در دسترس نیستند.

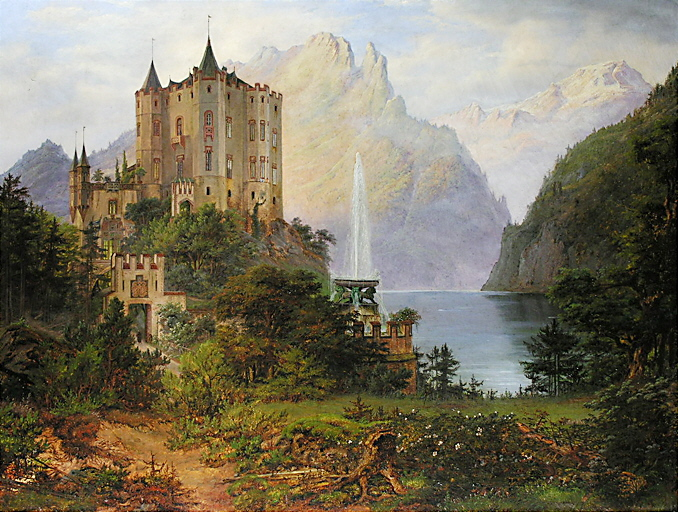
طراحی توسط فردریک هانسن سودرینگ، ۱۸۴۳
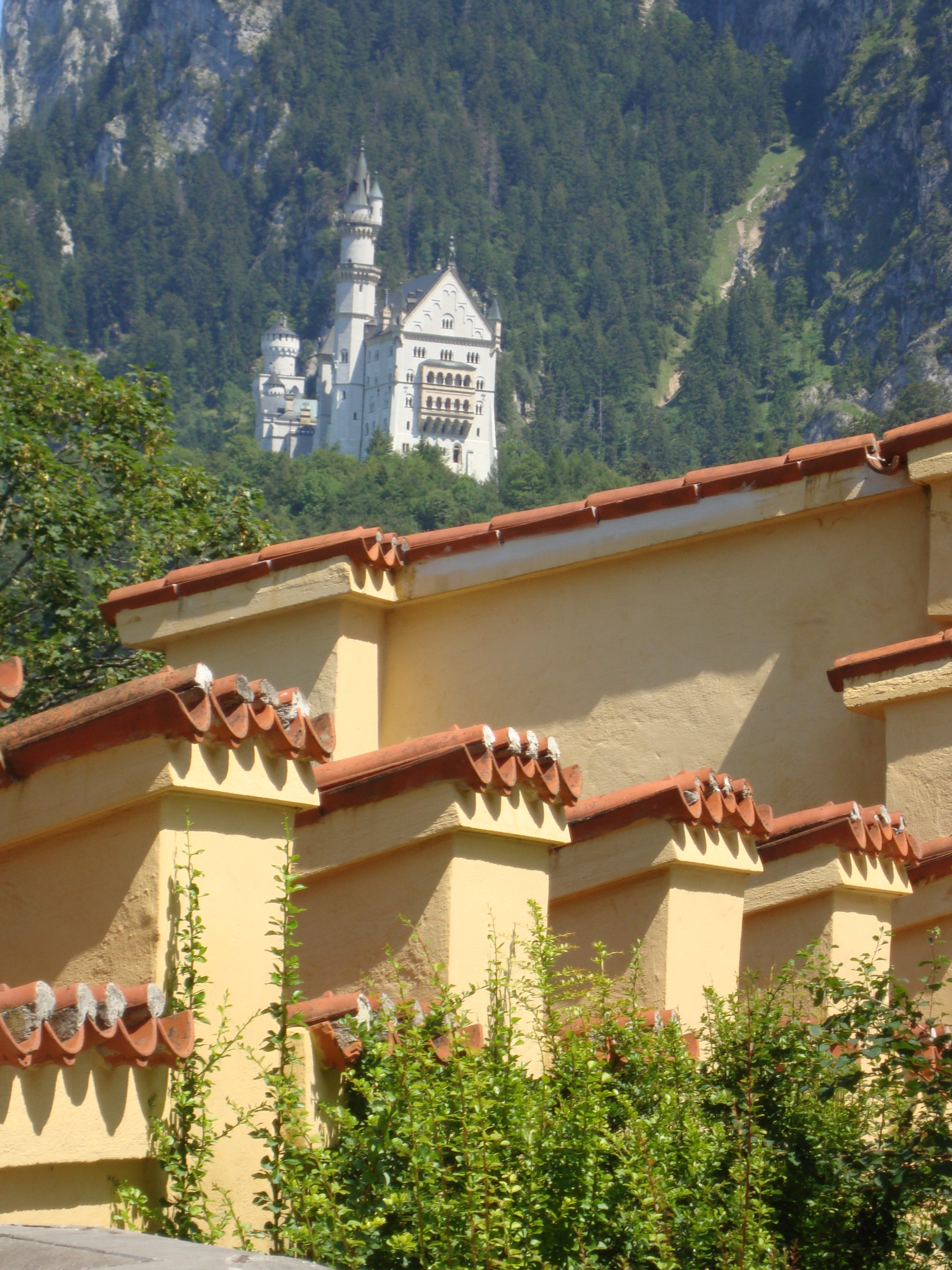
نمایی از هوهن شوانگائو تا نوی‌شوان‌شتاین
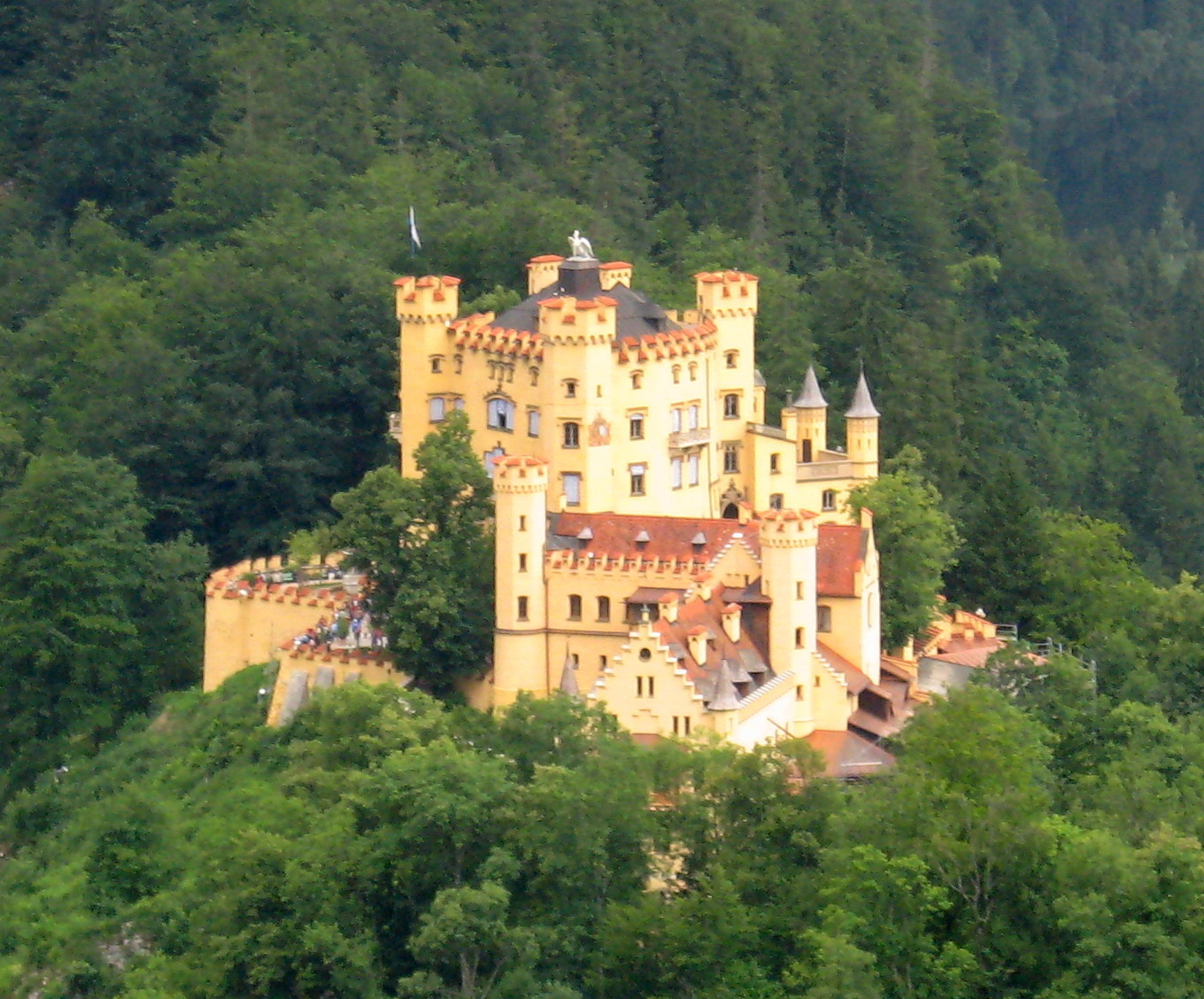
نمای پایین هوهن شوانگائو از نوی‌شوان‌شتاین
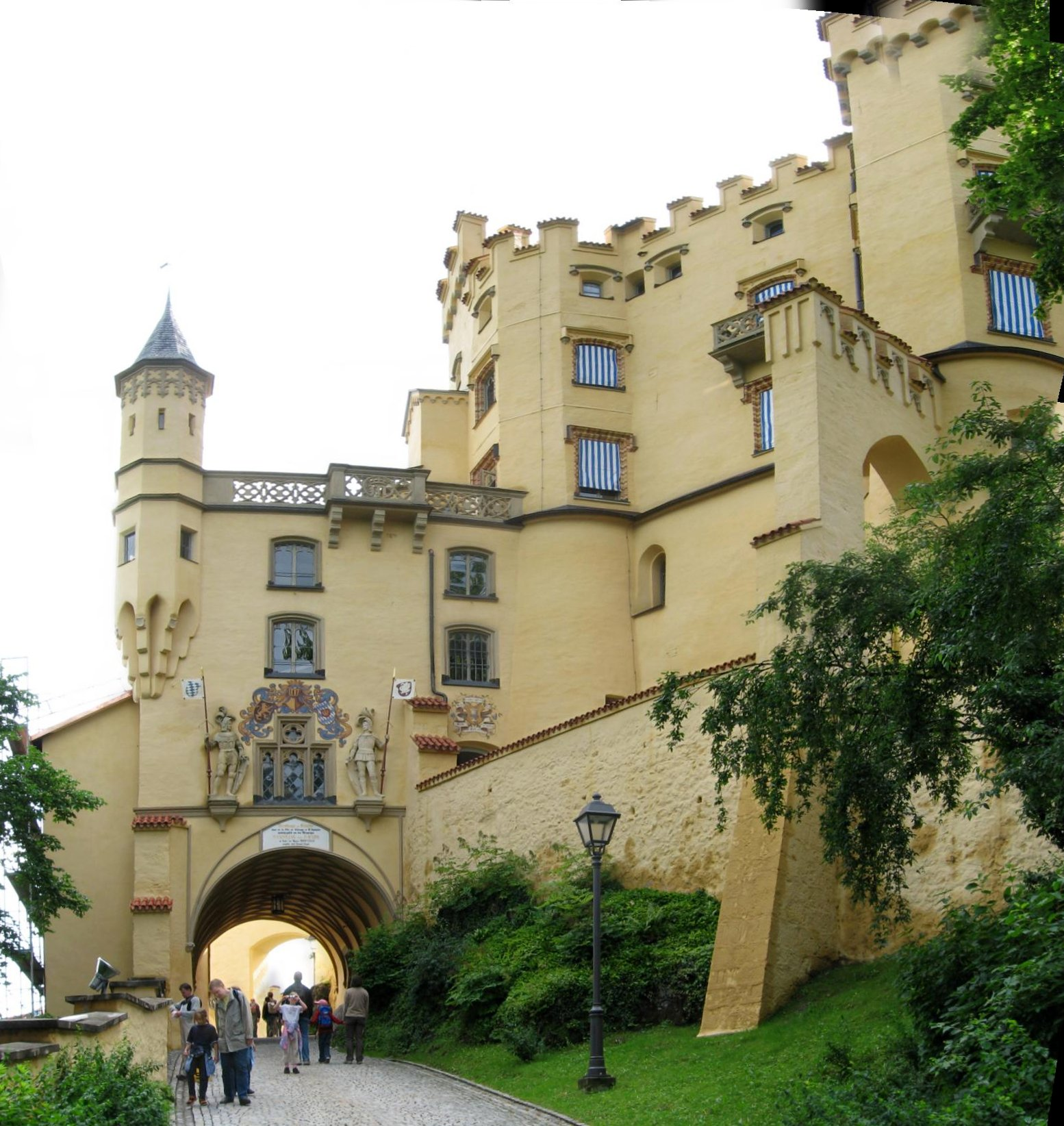
دروازه
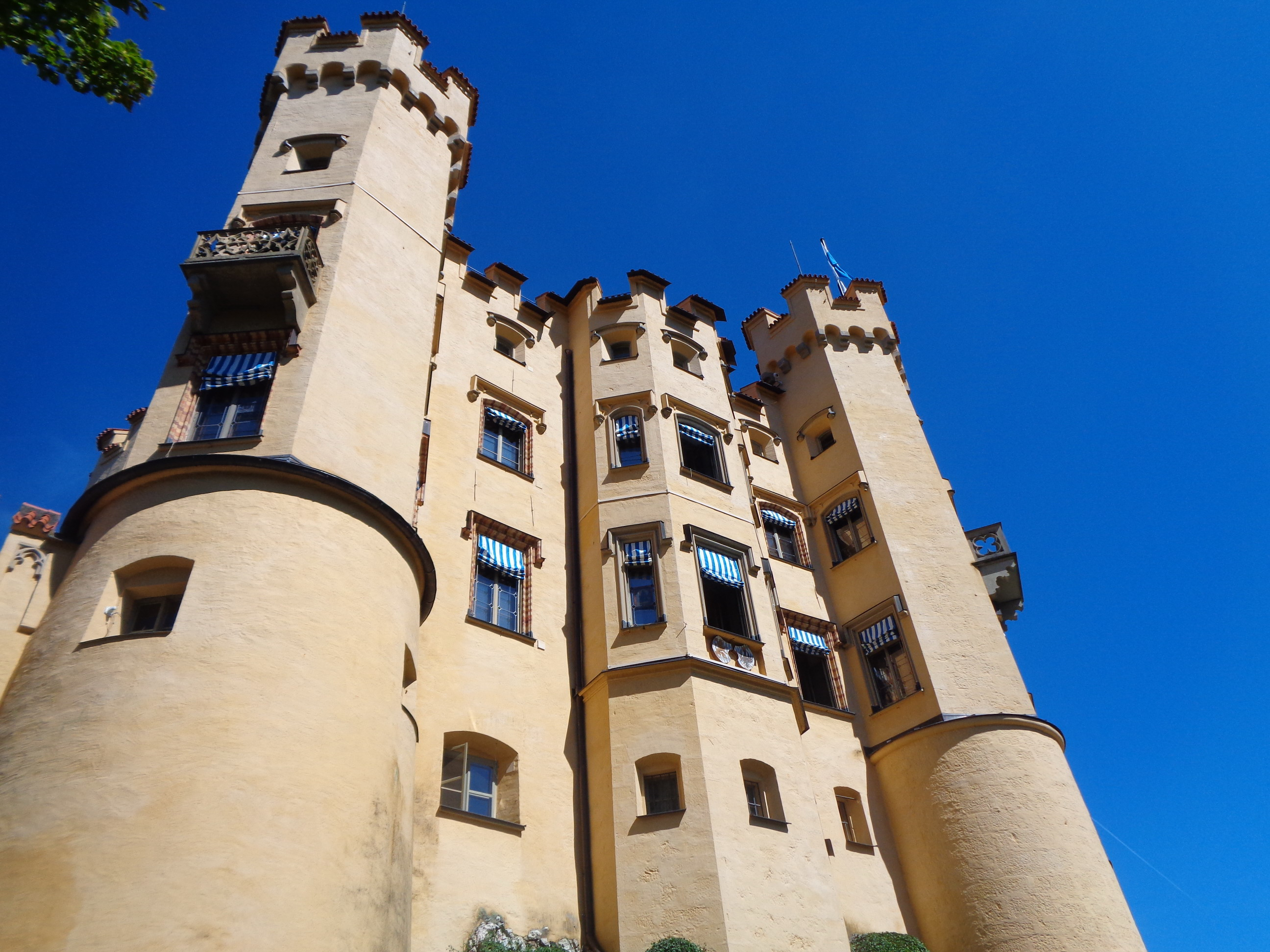
برج‌ها
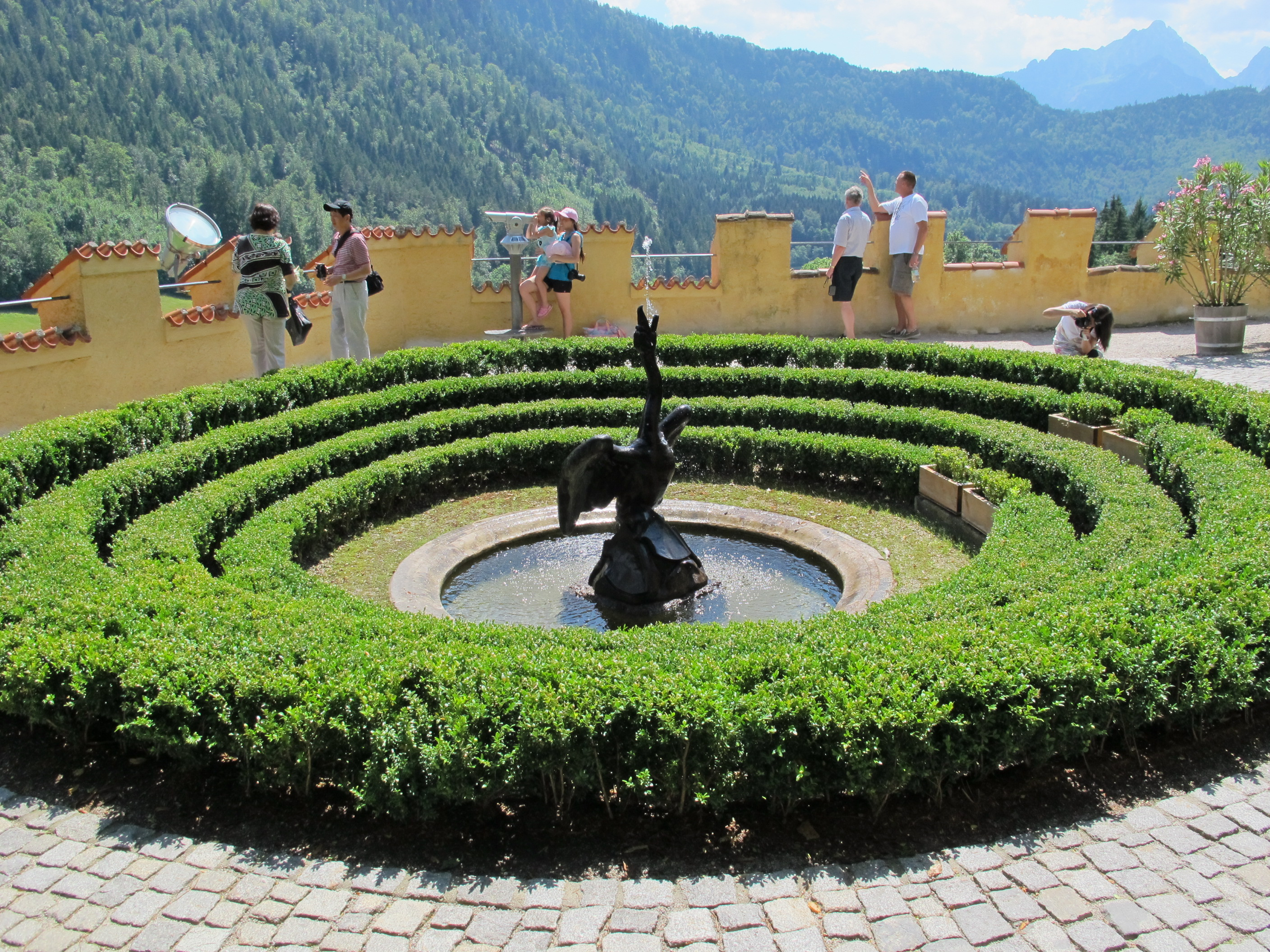
فواره قو
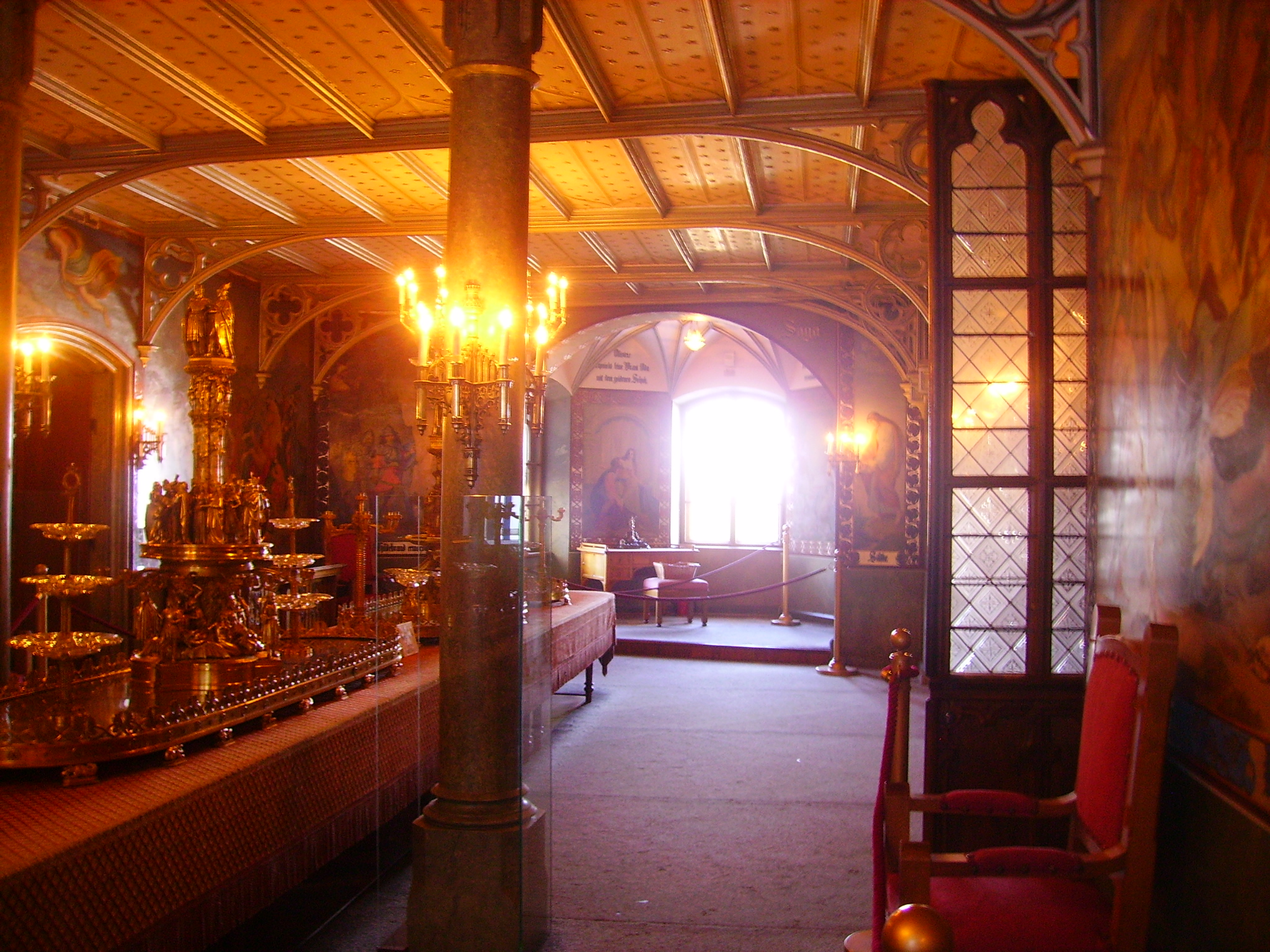
اتاق باله
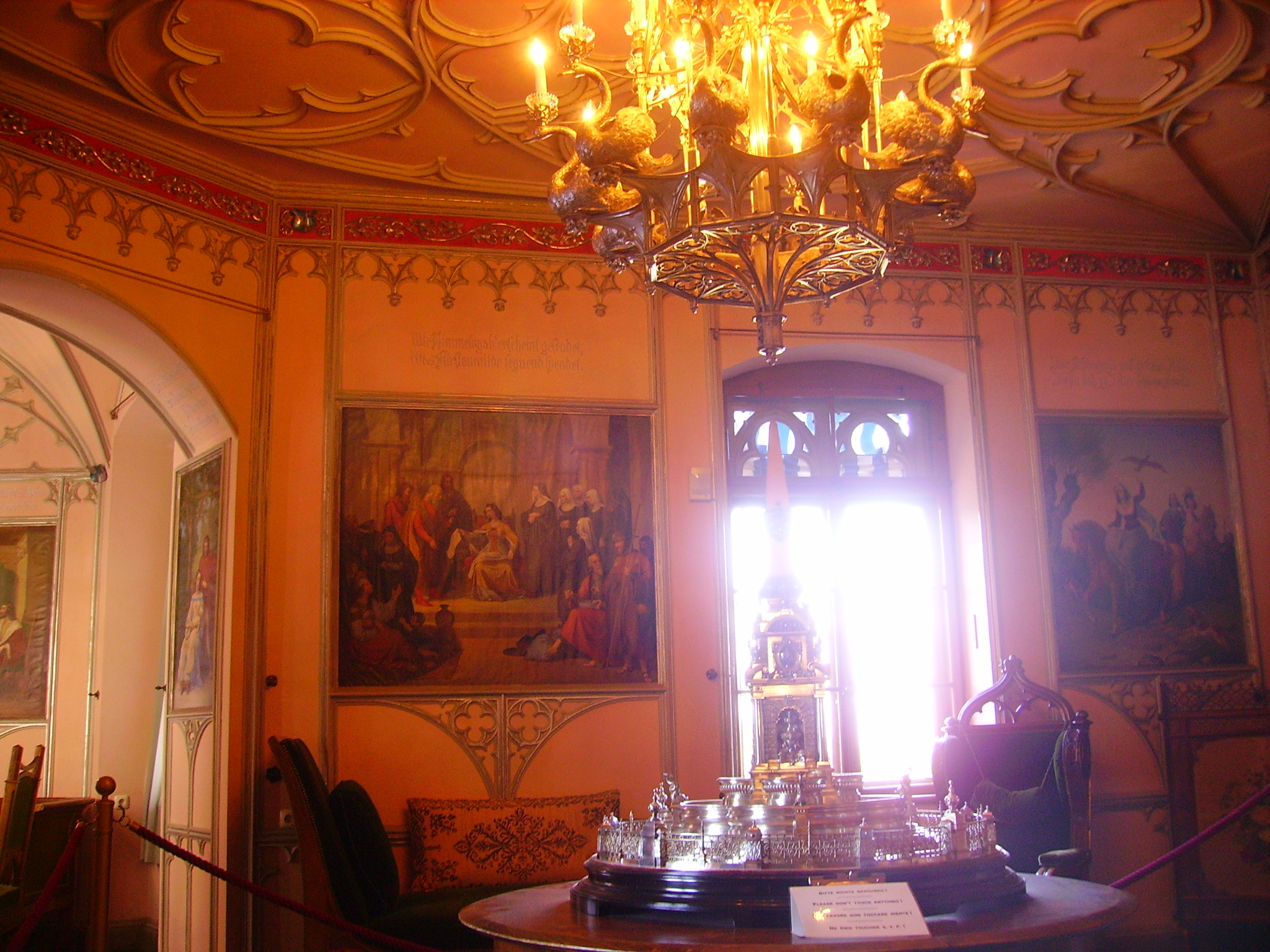
سالن